# Ismaël Diallo
Ismaël Jean Chester Diallo (* 29. Januar 1997 in Abidjan) ist ein ivorischer Fußballspieler, der bei Hajduk Split in der 1. HNL spielt.

## Karriere

### Verein
Diallo begann seine fußballerische Ausbildung bei der ES Bingerville in der Elfenbeinküste, ehe er im Januar 2015 nach Frankreich zum Erstligisten SC Bastia wechselte. In der Saison 2015/16 stand er bereits einige Male im Spieltagskader seines neuen Vereins. Auch in der Saison 2016/17 kam er noch zu keinem Profieinsatz und seine Mannschaft beendete die Spielzeit auf dem letzten Tabellenplatz. Nach dem insolvenzbedingten Abstieg in die National 3 kam er dort 2017/18 zu elf Saisoneinsätzen.
Trotz des Aufstiegs in die National 2 wechselte Diallo zum Zweitligisten AC Ajaccio. Am 26. April 2019 (35. Spieltag) kam er zu seinem Profidebüt, als er bei der 0:1-Niederlage gegen die AS Nancy in der Startelf stand. Insgesamt kam er in seiner ersten Saison mit Ajaccio zu vier Einsätzen. In der Spielzeit 2019/20 kam er bereits auf 16 von 28 möglichen Spielen und verlängerte nach der Saison seinen Vertrag bis 2023. Mitte der Folgesaison schoss er gegen den Pau FC bei einem 4:1-Sieg sein erstes Tor auf Profiebene. In jener Saison 2020/21 wurde er zum Stammspieler in Ajaccios linker Verteidigung und kam zu 31 Saisoneinsätzen. Auch in der Spielzeit 2021/22 war er weiterhin gesetzt und spielte 25-Mal in der Liga. Mit seiner Mannschaft schaffte er als Tabellenzweiter den Aufstieg in die Ligue 1. Daraufhin kam er direkt am ersten Spieltag gegen Olympique Lyon zu seinem ersten Einsatz in der höchsten französischen Spielklasse.
Nach dem direkten Wiederabstieg von Ajaccio wechselte er zur Saison 2023/24 nach Kroatien, wo er seitdem für Hajduk Split spielt.

### Nationalmannschaft
Diallo nahm mit der U17-Nationalmannschaft der Ivorer an der U17-WM 2013 teil, schied dort aber mit seinem Team im Viertelfinale aus. Mit der U20-Mannschaft schied er beim U20-Afrika-Cup 2015 bereits in der Gruppenphase aus. Auch im Jahr 2015 nahm er mit der U23-Nationalmannschaft am Turnier von Toulon teil. Viereinhalb Jahre später kam er mit der gleichen Mannschaft bis ins Finale des U23-Afrika-Cups 2019. Anschließend war er Teil der ivorischen Olympiamannschaft und kam bei dem Turnier bei allen vier Spielen bis zum Ausscheiden im Achtelfinale zum Einsatz. Daraufhin wurde er im März und Juni 2022 in die A-Nationalmannschaft berufen, ohne dort zum Einsatz zu kommen. Ohne bis dahin ein Länderspiel bestritten zu haben, gehörte er dem ivorischen Kader für den Afrika-Cup 2024 an, den die Mannschaft gewinnen konnte. Diallo blieb während des Turniers jedoch ebenfalls ohne Einsatz.